# Toy Boy - Un ragazzo in vendita
Toy Boy - Un ragazzo in vendita (Spread) è un film del 2009 diretto da David Mackenzie, con protagonista Ashton Kutcher.

## Trama
Nikki è un giovane ragazzo arrivato a Los Angeles senza nulla, che vive girando le case delle ragazze che conquista a varie feste, conducendo una vita nel lusso, anche grazie alla quarantenne Samantha che lo mantiene. Solo dopo aver incontrato l'amore: Heather, una cameriera di una tavola calda, capisce quelli che per la società odierna benpensante sono i veri valori della vita, anche se la ragazza alla fine lo sorprenderà con una decisione inaspettata dovuta al suo essere segretamente sposata con un latifondista di New York, che possiede un appartamento nel celebre SoHo Building.

## Distribuzione
Il film è stato proiettato per la prima volta, in lingua originale, il 17 gennaio 2009 in occasione del Sundance Film Festival.
Negli Stati Uniti il film è uscito nelle sale cinematografiche il 14 luglio 2009. L'edizione italiana è invece stata distribuita direttamente per il mercato home video con il titolo Toy Boy. Su Sky il film è stato trasmesso con il titolo Toy Boy - Un ragazzo in vendita.